# Sphragifera stigmata
Sphragifera stigmata là một loài bướm đêm trong họ Noctuidae.